# Greenea latifolia
Greenea latifolia är en måreväxtart som beskrevs av Johannes Elias Teijsmann och Simon Binnendijk. Greenea latifolia ingår i släktet Greenea och familjen måreväxter.
Artens utbredningsområde är Moluckerna. Inga underarter finns listade i Catalogue of Life.